# Otto Jehle
Otto Jehle (* 25. Januar 1893 in Thalham im Landkreis Miesbach; † im 20. Jahrhundert) war ein deutscher Verwaltungsjurist und Landrat.

## Leben
Nach dem Abitur am Theresien-Gymnasium München studierte Otto Jehle Rechtswissenschaften an der Ludwig-Maximilians-Universität München und der Universität Lausanne. Er musste Kriegsdienst leisten und promovierte am 10. Dezember 1917 in München mit der Dissertation „Die rechtliche Beurteilung der Erbschleicherei“ zum Dr. jur. Nach dem Großen juristischen Staatsexamen im Jahre 1918 wurde Jehle stellvertretender Vorstand der Bayerischen Erfassungsstelle für Heeresgut. Zum 1. April 1922 als Assessor ins Staatsministerium für Handel, Industrie und Gewerbe gewechselt, wurde ihm dort Titel und Rang eines Regierungsrats verliehen. Im Juli 1925 wurde er Bezirksamtmann im Landkreis Rottenburg an der Laaber und 1929 in Laufen. Er beantragte am 1. April 1937 die Aufnahme in die NSDAP und wurde zum 1. Mai desselben Jahres aufgenommen (Mitgliedsnummer 5.437.281). Zum 1. Juli 1937 ins Staatsministerium des Innern gewechselt, wurde er am 21. März 1938 zum Bezirksamtsvorstand im Landkreis Straubing und am 9. Dezember 1939 zum Landrat des Landkreises Regensburg ernannt. Nach seiner Entfernung aus dem Dienst wurde Jehle in Moosburg bis zum 24. Mai 1946 interniert. Im Entnazifizierungsverfahren wurde er durch die Spruchkammer Regensburg als Mitläufer, im Berufungsverfahren als entlastet eingestuft. So kam er am 1. April 1949 als juristischer Hilfsarbeiter zum Verwaltungsgericht Augsburg, wo er am 1. Juni 1949 zum Verwaltungsgerichtsrat, am 1. Juni 1950 zum  Verwaltungsgerichtsdirektor und am 1. Dezember 1951 zu dessen Präsident ernannt wurde. Zum 1. Februar 1958 wurde Jehle in den Ruhestand verabschiedet.